# Portogruaro Calcio ASD
Portogruaro Calcio Associazione Sportiva Dilettantistica, zkráceně jen Portogruaro je italský klub hrající v sezoně 2024/25 4. italskou fotbalovou ligu, sídlící ve městě Portogruaro v regionu Benátsko.

## Změny názvu klubu
- 1919/20 – 1921/22 – US Portogruarese (Unione Sportiva Portogruarese)
- 1922/23 – 1944/45 – AS La Romatina (Associazione Sportiva La Romatina)
- 1945/46 – 1988/90 – AC Portogruaro (Associazione Calcio Portogruaro)
- 1990/91 – 2012/13 – Calcio Portogruaro-Summaga (Calcio Portogruaro-Summaga)
- 2013/14 – Portogruaro Calcio ASD (Portogruaro Calcio Associazione Sportiva Dilettantistica)

## Získané trofeje

### Vyhrané domácí soutěže
- 3. italská liga (1x)

2009/10
- 4. italská liga (1x)

2003/04

## Účast v ligách
| Úroveň soutěže | Název soutěže (nynější název) | První hraná sezona | Poslední hraná sezona | celkem odehraných sezon |
| -------------- | ----------------------------- | ------------------ | --------------------- | ----------------------- |
| 2              | Serie B                       | 2010/11            | 2010/11               | 1                       |
| 3              | Serie C                       | 1946/47            | 2012/13               | 6                       |
| 4              | Serie D                       | 1948/49            | 2024/25               | 38                      |
| 5              | Eccellenza                    | 1957/58            | 2021/22               | 11                      |